# 自然環境
自然環境（しぜんかんきょう、英: natural environment）とは、人工によらない、自然元来の構成物により形成される環境をいう。動物・植物などの生物界、その生育・生息基盤となる地形・地質、これらが織りなす生態系や景観、人と自然との触れ合いのための活動の場などを範疇として扱うことが多い。
環境影響評価における「自然的環境」としては、大気質、音、匂いなどの大気環境、水質などの水環境、土壌、地形・地質に上記の動物、植物、生態系などを加えた範疇としている。
自然環境と対照的なのが建造環境である。建造環境とは、都市環境や農地転用など、人間が景観を根本的に変えてしまった場所のことで、自然環境は大きく変化し、簡素化された人間環境となる。 砂漠に泥の小屋を建てたり、太陽光発電システムを設置したりといった極端でないように見える行為でさえ、変更された環境は人工的なものとなる。ビーバーのダムやシロアリの塚作りは自然なものと考えられている。
人間は地球上に絶対的に自然な環境を見つけることはできない。自然であるかどうかは、100%自然なものから0%自然なものまで、連続的に変化するのが普通である。人新世における人類の大規模な環境変化は、気候変動、生物多様性の損失、大気中や水中のプラスチックやその他の化学物質による汚染など、すべての自然環境に根本的な影響を与えている。より正確には、環境のさまざまな側面や構成要素を考慮することで、それらの自然性の程度が一様でないことがわかる。例えば、ある農地において、その土壌の鉱物学的組成や構造は、攪乱されていない森林の土壌と類似しているが、その構造は全く異なっている。

## 日本
過去の開発により失われた自然環境を取り戻すことを主な目的として、2002年12月議員立法により自然再生推進法が制定され、国はこれに基づく自然再生基本方針を定めている。